# Американська академія мистецтв та літератури
Американська академія мистецтв і літератури (англ. American Academy of Arts and Letters) — організація в США з 250-ма членами, метою якої є допомога, підтримка і просування американського мистецтва, музики та літератури.
Розташована в Нью-Йорку в кварталі Вашингтон-Гайтс поруч з Мангеттеном. Тут проводяться щорічні художні виставки, є глядацький зал і постійно діюча відтворена майстерня композитора Чарльза Айвза. Президент академії в 2015—2018 роках — Yehudi Wyner.

## Історія
Академія була створена у 1904 році членами National Institute of Arts and Letters за зразком Французької академії і мала ту ж назву. Першими сімома академіками були обрані Марк Твен, Джон Гей, Вільям Говелс, Огастес Сент-Годенс, Джон Ла Фарж, Едуард Мак-Доуелл і Edmund Clarence Stedman. У 1908 році в академію було обрано Джулія Ворд Гоу, вона стала першою жінкою-академіком. У 1976 році академія стала називатися American Academy and Institute of Arts and Letters, а з 1992 року носить сучасне ім'я.
Спочатку кількість членів академії була обмеженою 150 персонами. У 1904 році членство було збільшено до 250 чоловік: 50 почесних членів (елітних) і 200 — постійних. Елітна частина називалася «академією», решта — «інститутом». До 250 громадян США додавалося 75 зарубіжних членів. Дворівнева система зберігалася протягом 72 років (1904—1976).
За час свого існування академія заснувала багато нагород і призів, у числі яких створена в 1980 році премія Witter Bynner Poetry Prize для підтримки молодих поетів. Також є Архітектурна премія, заснована 1955 року, головною нагородою якої є приз приз імені Арнольда Бруннера.

## Комплекс будівель

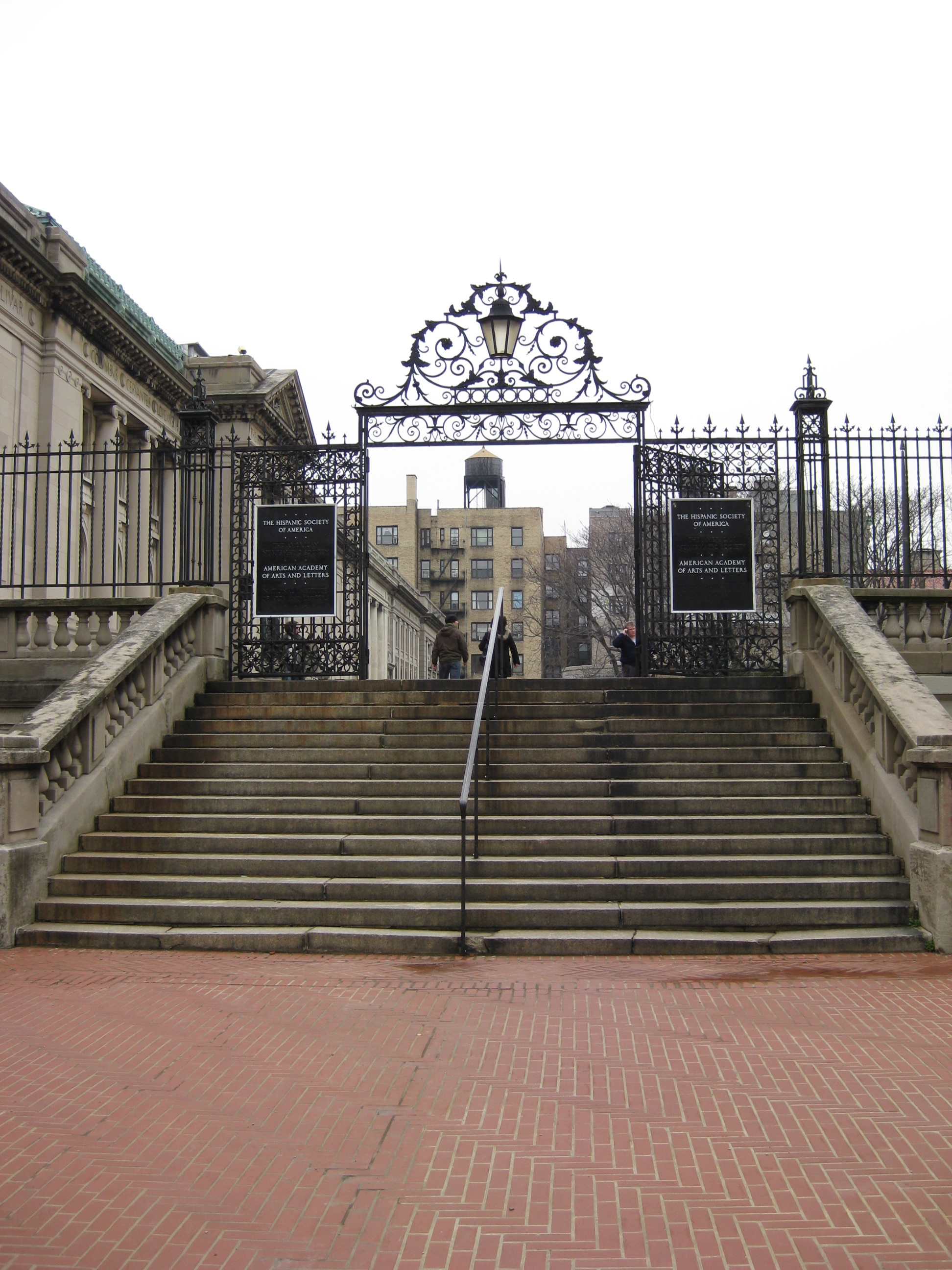
Audubon Terrace

Академія розташовується в трьох будинках в історичному місці Audubon Terrace кварталу Вашингтон-Гайтс, створених на кошти Арчера Гантінгтона, спадкоємця Коллиса Гантінгтона, відомого американського промисловця і філантропа.
Одна будівля була спроєктована архітектором William M. Kendall з компанії McKim, Mead & White і відкрито в 1923 році. Іншу будівлю було створене архітектором Кесом Гільбертом і побудовано у 1928—1930 роках. Третя будівля, побудована в 1929 році архітектором H. Brooks Price, в якому розташовувалося Американське нумізматичних суспільство (англ. American Numismatic Society), у 2007 році перейшла в комплекс академії.